# Американо-вьетнамские отношения
Американо-вьетнамские отношения — двусторонние отношения между США и Вьетнамом. Дипломатические отношения между странами были установлены в 1950 году.

## История
В 1950 году Соединённые Штаты установили дипломатические отношения с Вьетнамом, после того как он получил ограниченную независимость в рамках Французского Союза (Франция продолжила руководить обороной и внешней политикой Вьетнама). 

В 1954 году вьетнамцы обрели независимость от Франции по итогам Индокитайский войны, страна оказалась разделена на две части гражданской войной. Соединенные Штаты не признали правительство Северного Вьетнама, открыв американское посольство в Южном Вьетнаме, а затем вступив в войну на стороне Юга. 

В 1975 году Соединённые Штаты закрыли своё посольство в Сайгоне и эвакуировали его персонал, затем последовала капитуляция Южного Вьетнама перед лицом наступавших северовьетнамских сил. Вьетнам был объединён под властью коммунистов.
В середине 1978 года между Вашингтоном и Ханоем начались первые переговоры о восстановлении отношений, но в декабре того же года контакты были прерваны после оккупации Вьетнамом Камбоджи.
В 1995 году Соединённые Штаты официально объявили об нормализации дипломатических отношений с Вьетнамом.
В 2015 году Соединенные Штаты и Вьетнам отмечали 20-летие установления дипломатических отношений.
В апреле 2023 года госсекретарь США Энтони Блинкен на встрече с министром иностранных дел Вьетнама Буй Тхань Шоном заявил, что Вашингтон поддерживает независимость и суверенитет республики, а также намерен укреплять двустороннее сотрудничество «для процветания мира в Индо-Тихоокеанском регионе».
По информации СМИ 18 ноября 2024 г. во Вьетнам прибыла первая партия состоящая из 5 учебно-тренировочных самолетов Beechcraft T-6C Texan II. Данные самолеты используются преимущественно для обучения пилотов F-16.
22 ноября 2024 г. Управление информационной безопасности Вьетнама (AIS) подписало меморандум о взаимопонимании с Агентством по кибербезопасности и безопасности инфраструктуры США (CISA). Меморандум направлен на изучение возможностей для укрепления сотрудничества между странами в области безопасности информационно-операционных технологий, реагирования на инциденты и отчетности о них, а также сотрудничества в рамках обеспечения кибербезопасности.

## Экономические отношения
Взаимный торговый оборот вырос с 451 млн долларов США в 1995 году (когда были восстановлены отношения) до почти 35 млрд долл. в 2014 году (американский экспорт в 2014 г. составил сумму в 5,5 млрд долл., а импорт в 2013 г. составил сумму в 29,7 млрд долл.) и до более 123,86 млрд в 2022 г. (российско-американская торговля никогда не превышала 35 млрд долл.).
Экспорт из США во Вьетнам: сельскохозяйственная продукция, оборудование, пряжа и ткани, транспортные средства.
Импорт США из Вьетнама: одежда, обувь, мебель и постельные принадлежности, сельскохозяйственная продукция, морепродукты, электрические машины.
В 2001 году вступило в силу американо-вьетнамское двустороннее торговое соглашение, после чего товарооборот между двумя странами резко вырос.
В 2013 году было подписано Соглашение о всеобъемлющем партнёрстве; десятки тысяч вьетнамских студентов стали учиться в США.
В 2016 году был отменён запрет на поставки Вьетнаму «летального оружия».